# 부흥당
부흥당(아이슬란드어: Viðreisn)은 아이슬란드의 중도우파 정당이다.